# Canon de marine de 6 pouces BL Mk XI
Pour les articles homonymes, voir Canon de 6 pouces.
 (février 2022).
Si vous disposez d'ouvrages ou d'articles de référence ou si vous connaissez des sites web de qualité traitant du thème abordé ici, merci de compléter l'article en donnant les références utiles à sa vérifiabilité et en les liant à la section « Notes et références ».
Le canon de marine de 6 pouces BL Mk XI (en anglais BL 6 inch Mk XI naval gun) est un canon naval britannique monté comme armement principal sur les croiseurs de la Royal Navy et comme armement secondaire sur les cuirassés pré-dreadnought à partir de 1906.

## Histoire
Le canon avec sa longueur accrue de 50 calibres donne une puissance de feu améliorée par rapport au canon de 6 pouces Mk VII de 45 calibres. Cependant, sa longueur et son poids accrus le rendent peu maniable dans les montages de bord à commande manuelle sur les croiseurs légers, qui ne fournissent pas de plate-forme stable. La Grande-Bretagne revient aux canons de calibre 45 dans les nouveaux navires de guerre à partir de 1914 avec le canon de marine de 6 pouces BL Mk XII. Sur les 177 produits, 126 restent à l'usage de la Royal Navy en 1939.

## Canon de marine
Les canons sont montés dans les navires suivants :
- Les trois derniers navires de la classe King Edward VII : Britannia, Africa, et Hibernia lancés en 1904 et 1905.
- Les croiseurs cuirassés HMS Duke of Edinburgh et Black Prince.
- Les croiseurs de la classe Bristol, lancés en 1910.
- Les croiseurs de la classe Weymouth, lancés en 1911.
- Les croiseurs de la classe Chatham, lancés en 1912 et 1913.
- Les croiseurs de la classe Birmingham, lancés en 1914.
- Le monitor HMS Marshal Ney réarmé en 1918.

## Canon de défense côtière
Le canon Mk XI est mis en place pour la défense côtière en Afrique du Sud et en particulier en Australie avant la Seconde Guerre mondiale, et reste en service jusque dans les années 1950. Les canons en Australie proviennent des croiseurs désaffectés de la Première Guerre mondiale Sydney, Melbourne et Brisbane et sont mis en place dans le nord de l'Australie et le détroit de Torrès pour se défendre contre une éventuelle attaque du Japon, et sur Rottnest Island et les défenses du port de Sydney et de Port Kembla.